# Мейков, Оттомар Фридрихович
Оттомар Фридрихович Мейков (нем. Ottomar Johann Friedrich Meykow; 7 [19] июня 1823, Дерпт, Лифляндская губерния, Российская империя — 5 [17] февраля 1894, там же) — учёный, юрист, профессор Казанского университета, заслуженный профессор и ректор Дерптского университета.

## Биография
Родился в Дерпте 7 (19) июня 1823 года в бюргерской семье. Среднее образование получал в 1834—1841 годах в местной гимназии, после окончания которой в 1842 году поступил на юридический факультет Дерптского университета. Во время учёбы был удостоен золотой медали. Университет окончил кандидатом в 1845 году. Защитил в 1847 году магистерскую диссертацию: De duplae stipulationis computatione, a в 1850 году — докторскую: Die Diction der römischen Brautgabe.
Обстоятельства вынудили его уехать в Санкт-Петербург, где с 8 сентября 1847 года он стал служить в департаменте Министерства юстиции, а с 11 декабря 1851 года — при 4-м департаменте Сената.
В 1855 году он начал свою академическую деятельность: 22 мая 1855 года был избран экстраординарным профессором кафедры римского права Казанского университета. В 1857 году в Дерпте освободилась кафедра, которую занимал Карл Отто и 13 марта 1858 года перешёл в Дерптский университет на должность ординарного профессора кафедры римского и германского права, общего судопроизводства и общего практического правоведения. В 1872—1876 годах был деканом юридического факультета, а с 23 февраля 1876 года по 7 ноября 1881 года — ректором университета.
Был произведён 27 декабря 1866 года в чин действительного статского советника, 15 мая 1883 года — в чин тайного советника.
С 30 июня по 20 сентября 1885 года был в отставке (ушёл по выслуге 30 лет). Затем был назначен министерством просвещения сверхштатным ординарным профессором по кафедре римского права, сначала — без содержания, а с 6 июля 1887 года преподавал уже получая вознаграждение за свой труд. В 1888 году вновь стал штатным профессором, а в январе 1890 года — ректором Дерптского университета.
Окончательно уволился со службы в 1892 году. Умер в Дерпте 5 (17) февраля 1894 года.
Был награждён орденами: Св. Станислава 2-й (1863) и 1-й ст. (1877), Св. Анны 2-й ст. с императорской короной (1865) и 1-й ст. (1880), Св. Владимира 3-й (1873) и 2-й ст. (1887).